# Ozothamnus antennaria
Ozothamnus antennaria là một loài thực vật có hoa trong họ Cúc. Loài này được (DC.) Hook.f. mô tả khoa học đầu tiên.